# 파티게이트

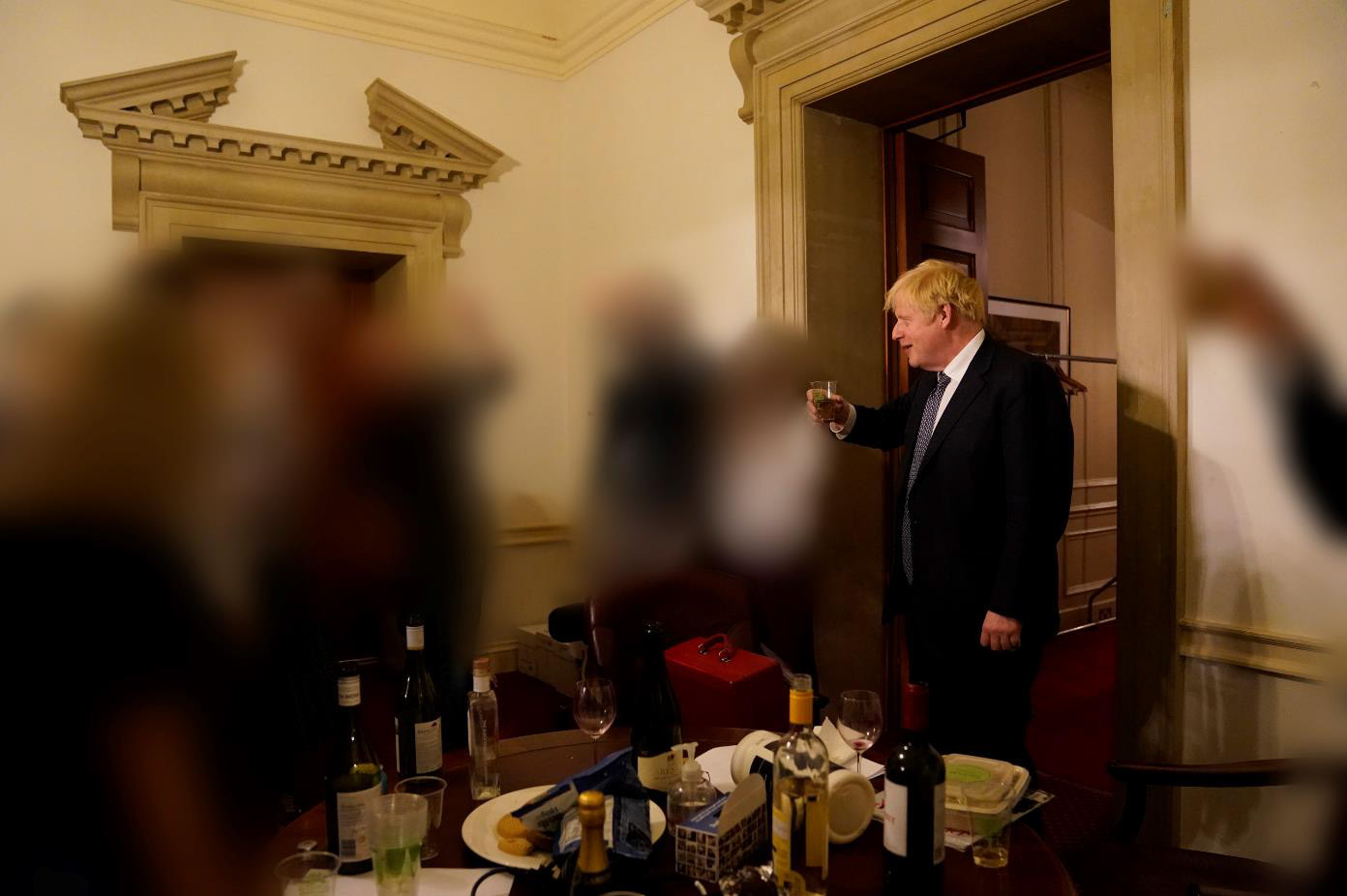
참석자들이 코로나19 방역 수칙을 위반한 한 모임에서의 보리스 존슨 총리

파티게이트(partygate)는 영국의 코로나19 범유행 중인 2020~2021년 간 영국 공공 보건 당국의 모임 금지 방역 수칙에도 불구하고 보리스 존슨 영국 총리와 영국 정부, 보수당의 임원들이 모임을 가지면서 발생한 정치 스캔들이다.
봉쇄 조치에도 불구하고 다우닝가 10번지 총리 관저와 그 정원, 그밖의 정부와 보수당 건물에서 이러한 회합들이 이뤄졌다. 이러한 회합들에 대한 보고가 미디어의 주목을 끌었으며 대중의 비판과 정치적 논란을 일으켰다. 2022년 1월 영국 광역경찰청이 존슨 총리가 참석한 3개의 모임을 포함해 12개 모임에 대한 조사에 착수했다. 경찰은 존슨 총리와 부인 캐리 존슨, 리시 수낵 재무장관을 포함한 83명에게 126건의 벌금통지서를 발부했다.
이러한 모임에 대한 첫 보도는 2021년 11월 30일 《데일리 미러》가 2020년 크리스마스 시즌에 다우닝가 10번지에서 있었던 직원 모임에 대해 보도한 것이었다. 존슨 총리는 방역 수칙이 준수되었다고 하였으며 총리실은 파티를 부인하였다. 1주 후 파티에 대한 농담이 포함된 기자회견 리허설 영상이 공개되며 알레그라 스트래튼(Allegra Stratton) 총리 공보비서가 사퇴하였다. 또한 파티에 참석했던 션 베일리 런던 의회 경찰범죄위원장이 자리에서 물러났다.
2022년 1월에 영국의 첫 봉쇄 조치 중이었던 2020년 5월 20일 음주 회합에 대한 보도가 이뤄졌으며 존슨 총리가 참석 사실을 밝히고 사과하였다. 또한 총리실은 세번째 봉쇄 기간 중에 열린 에든버러 공작 필립의 장례식 하루 전인 2021년 4월 16일에 있었던 두 차례 모임에 대해 엘리자베스 2세 영국 여왕에게 사과하였다. 이어 2020년 6월에 있었던 존슨 총리 생일 축하 모임에 대한 보도가 이루어졌다.
기자회견 리허설 영상 보도 이후인 2021년 12월 8일 존슨은 수 그레이가 담당하는 내각사무처 조사를 발표하였고 2022년 5월 내각사무처 조사의 최종보고서가 제출되었다. 파티게이트는 2021년 노스슈롭셔 보궐선거와 2022년 영국 지방선거에 영향을 준 것으로 평가된다. 존슨 총리는 2023년 6월 9일 영국 하원 의회 특권위원회의 보고서 초안을 받고 총리직에서 사임하였다. 엿새 뒤 존슨이 의도적이고 반복적으로 의회를 호도하고 위원회를 위협했다는 내용과 함께 정직 90일과 전직 의원에게 주어지는 의회 출입 특권을 박탈하는 징계를 권고한 최종 보고서가 공표되었으며 영국 하원은 찬성 354표 대 반대 7표로 보고서를 채택하고 존슨 총리의 의회 출입 특권을 박탈하였다.